# ラ行變格活用
ラ行變格活用（日语：／ Ragyouhenkaku katsuyou）是日本語古語語法中動詞活用的一種。活用詞尾以五十音圖的ラ行（ra, ri, ru, re, ro）的音為基礎進行不規則變化。簡稱。具有這種活用的詞只有四個詞。
另外，一詞表示存在，而且與別的詞相連接時有擔當連接的系詞作用，因此形容詞的カリ活用，形容動詞的之類的助動詞本質上與相同。

## ラ行變格活用的例子

### 有り
- 未然形
- 連用形
- 終止形
- 連體形
- 已然形
- 命令形

ラ行變格活用和ラ行四段活用唯一的區別是前者終止形為い段（元音為i）的り，而不是う段的る。

## ラ行變格活用動詞的活用[2]
| 基本形 | 活用形 | 活用形 | 活用形 | 活用形 | 活用形 | 活用形 | 活用形 |
| 基本形 | 語幹   | 未然形 | 連用形 | 終止形 | 連體形 | 已然形 | 命令形 |
| ------ | ------ | ------ | ------ | ------ | ------ | ------ | ------ |
| （）   |        |        |        |        |        |        |        |
| （）   |        |        |        |        |        |        |        |

## 現代語的ラ行特別活用動詞
五個詞在後接「ます」時的連用形變成這一點跟通常的五段活用動詞不同。另外、除「ござる」以外命令形也變成。此五詞因此有時被稱作現代語的ラ行特別活用動詞。雖然來自＋，來自＋，相對於古語的ラ行変格活用中終止形和連用形同形的特徵，ラ行特別活用的特徴是連用形和命令形同形，所以這些詞並非古語的ラ行変格活用。

## 腳注